# スカゼミ
スカゼミは2013年12月ごろ発足したSkypeを利用したインターネット上の勉強会。Java、PHP、Objective-C、C++、HTML、CSS、Ruby on Rails、Linuxなどコンピュータ技術の勉強会が日夜開催されている。基本的に勉強会は全て無料で参加することができる。また、スカゼミに在籍するのに会員費などは必要ない。
セミナーではスカイプのグループ機能を使用する。スクリーンの共有にはjoin meを使い、一人の人がコーディングして実行するのを他の人全員が見ることができる。一人で教科書を読んでいくより楽にコンピュータ技術の習得ができ、また、コンピュータ技術習得に対する「正しい習慣や方法」を、他の人の学習の様子を見て修得することができる。また、スカイプのチャット機能を用いて活発な情報交換や議論が日夜行われている。
勉強会の開催に関しては、基本的に自由である。スカゼミの意義に著しく逸脱したものでない限り、自由に勉強会を設置することができる。その場合は、勉強会を開催する人が勉強会の進め方や使用する教科書を決めておくのが良い。